# Dobrodružství bez dohledu rodičů
Dobrodružství bez dohledu rodičů (v anglickém originále The Wacky Molestation Adventure) je šestnáctý díl čtvrté řady amerického komediálního animovaného televizního seriálu Městečko South Park.

## Děj
Kyle chce jít s klukama na koncert Raging Pussies, ale rodiče mu to dovolí, jenom pokud uklidí garáž, prohází cestu a zařídí na Kubě demokracii. Když to všechno udělá, rodiče mu řeknou, že nepředpokládali, že to zvládne, a že nechtějí, aby šel na ten koncert. Eric mu poradí, aby rodiče obvinil ze zněužívání, i když neví, co to je. Kyleovi rodiče odvedou úřady. Děti se od Kyle inspirují a ve městě nezůstane žádný rodič. Ve městě, kde zavládla anarchie, přijíždí dva dospělí - Mark a Linda. Porouchá se jim auto a jsou nuceni zůstat ve městě, které je rozděleno na dva tábory dětí. Mark se nakonec dostane k telefonu a přesvědčí děti, aby se přiznali policii, že lhali. Rodiče se vrátí, ale kvůli prodělané terapii ve vězení, se omlouvají svým dětem za sexuální zneužívání, i když ho vůbec nespáchali. Život se vrátí do normálu a kluci se rozhodnou postavit iglú.